# Abarema acreana
Abarema acreana är en ärtväxtart som först beskrevs av James Francis Macbride, och fick sitt nu gällande namn av Maria de Lourdes Rico. Abarema acreana ingår i släktet Abarema och familjen ärtväxter. Inga underarter finns listade i Catalogue of Life.